# ۱۳۷۸ (میلادی)
۱۳۷۸ (میلادی) هزار و سیصد و هفتاد و هشتمین سال تقویم میلادی است.

## زادگان
- ۳۱ دسامبر – کالیکتوس سوم، کشیش اسپانیایی (د. ۱۴۵۸)